# T.S. Eliot
Thomas Stearns Eliot (født 26. september 1888, død 4. januar 1965) var en amerikansk-britisk poet og dramatiker. 

Han modtog Nobelprisen i litteratur i 1948. Eliot blev født i USA, flyttede til England i 1914 og blev britisk statsborger i 1927, hvor han afsagde sit amerikanske statsborgerskab. Hans forfatterskab spænder bredt, men særligt The Waste Land har haft en særlig status for eftertiden. Digtet udkom i 1922 umiddelbart efter 1. Verdenskrig og positionerer sig derfor mellem modernisme og avantgarde. Det er komplekst og svært tilgængeligt med adskillige siders forklarende noter, som kan læses ind i digtet. The Waste Land som ur-tekst var meget længere, men blev forkortet kraftigt af Ezra Pound, som spillede en vigtig rolle for Eliots forfatterskab.    

## The Waste Land (Ødemarken)
I oktober 1922 offentliggjorde Eliot The Waste Land i The Criterion. Eliots tilegnelse til il miglior fabbro ("the better craftsman") refererer til Ezra Pounds betydningsfulde bidrag i forhold til redigeringen og omformningen af Eliots lange manuskript til den kortere version som findes i udgivelsen. 
Digtet blev forfattet i en periode i Eliots liv domineret af personlige problemer – hans ægteskab var ved at gå i stykker, og både han selv og konen Vivienne Haigh-Wood led af nervelidelser. Digtet er ofte blevet læst som en repræsentation af efterkrigstidsgenerationens skuffelse, men før digtet blev udgivet som bog i december 1922, tog Eliot afstand fra den udlægning. Den 15. november 1922 skrev han til Richard Aldington og meddelte at: "As for The Waste Land, that is a thing of the past so far as I am concerned and I am now feeling toward a new form and style." 
Digtet er kendetegnet ved en uigennemskuelig karakter – måden at blande satire og spådomme og pludselige skift af fortæller, tid og sted. Denne strukturelle kompleksitet er en af grundene til, at digtet blev en prøvesten inden for moderne litteratur, et poetisk modspil til et værk, der udkom samme år: Ulysses af James Joyce. 
Blandt de mest kendte citater finder man "April is the cruelest month", "I will show you fear in a handful of dust" og ”Shantih shantih shantih”. Mantraet på sanskrit er det, digtet slutter med. 

## Indflydelse
Eliots påvirkning rakte langt ud over det engelske sprog. Hans værker, i særdeleshed The Waste Land, men også The Hollow Men og Ash Wednesday havde en stærk påvirkning på poesien hos to af de mest betydningsfulde efterkrigstidsdigtere inden for det irske sprog: Seán Ó Ríordain og Máirtín Ó Direáin, ligesom The Weekend of Dermot and Grace (1964) af oghan O Tuairisc. Eliot påvirkede også, blandt mange andre, Virginia Woolf, Ezra Pound, Hart Crane, Allen Tate, Ted Hughes, Geoffrey Hill, Seamus Heaney, Russel Kirk og James Joyce.

### Prosa
- The Birds of Prey (1905)
- A Tale of a Whale (1905)
- The Man Who Was King (1905)
- The Wine and the Puritans (1909)
- The Point of View (1909)
- Gentlemen and Seamen (1909)
- Egoist (1909)

### Digte
- "A Fable for Feasters" (1905)

- "If Time and Space as Sages say" (1905)
- "If Space and Time as Sages say" (1907)
- "Before Morning" (1908)
- "Circe's Palace" (1908)
- "When We Came Home across the Hill" (1909)
- "On a Portrait" (1909)
- "Nocturne" (1909)
- "Humoresque" (1910)
- "Spleen" (1910)
- "Ode" (1910)

### Poesi
- Prufrock and Other Observations (1917)
  - "The Love Song of J. Alfred Prufrock"
  - "Portrait of a Lady"
  - "Aunt Helen"
- Poems (1920)
  - "Gerontion"
  - "Sweeney Among the Nightingales"
  - "The Hippopotamus"
  - "Whispers of Immortality"
  - "Mr. Eliot's Sunday Morning Service"
  - "A Cooking Egg"
- The Waste Land (1922) [på dansk Ødemarken]
- The Hollow Men (1925)
- Ariel Poems (1927-1954)
  - "Journey of the Magi" (1927)
  - "A Song for Simeon" (1928)
- Ash Wednesday (1930)
- Coriolan (1931)
- Old Possum's Book of Practical Cats (1939) [på dansk Gamle Possums bog om praktiske katte]
- "The Marching Song of the Pollicle Dogs and Billy M'caw: The Remarkable Parrot" (1939) i The Queen's Book of the Red Cross
- Four Quartets (1945) [på dansk Fire Kvartetter]

### Skuespil
- Sweeney Agonistes (udgivet i 1926, opført første gang i 1934)
- The Rock (1934)
- Murder in the Cathedral (1935) [på dansk Mordet i domkirken]
- The Family Reunion (1939) [på dansk Familiens genforening]
- The Cocktail Party (1949)
- The Confidential Clerk (1953)
- The Elder Statesman (opført første gang i 1958, udgivet i 1959)

### Faglitteratur
- Christianity & Culture (1939, 1948)
- The Second-Order Mind (1920)
- Tradition and the Individual Talent (1920)
- The Sacred Wood: Essays on Poetry and Critisicm (1920)
  - "Hamlet and his Problems"
- Homage to John Dryden (1924)
- Shakespeare and the Stoicism of Seneca (1928)
- For Lancelot Andrewes (1928)
- Dante (1929)
- Selected Essays, 1917-1932 (1932)
- The Use of Poetry and the Use of Criticism (1933)
- After Strange Gods (1934)
- Elizabethan Essays (1934)
- Essays Ancient and Modern (1936)
- The Idea of a Christian Society (1939)
- A Choise of Kipling's Verse (1941)
- Notes Towards the Definition of Culture (1948)
- Poetry and Drama (1951)
- The Three Voices of Poetry (1954)
- The Frontiers of Criticism(1956)
- On Poetry and Poets (1957)

### Udgivet posthumt
- To Criticize the Critic (1965)
- The Waste Land: Facsimile Edition (1974)
- Invention of the March Hare: Poems 1909-1917 (1996)

### Kritiske oplag
- Collected Poems, 1909-1962 (1963)
- Old Possum's Book of Practical Cats (1982)
- Selected Prose of T. S. Eliot, redigeret af Frank Kermode (1975)
- The Waste Land (Norton Critical Editions) redigeret af Michael North
- Selected Essays (1932) udvidet i 1960
- The letters of T. S. Eliot, redigeret af Valerie Eliot og Hugh Haughton, Volume 1: 1898–1922 (1988)
- The letters of T. S. Eliot, redigeret af Valerie Eliot og Hugh Haughton, Volume 2: 1923–1925 (2009)
- The letters of T. S. Eliot, redigeret af Valerie Eliot og Hugh Haughton, Volume 3: 1926–1927 (2012)
- The letters of T. S. Eliot, redigeret af Valerie Eliot og John Haffenden, Volume 4: 1928–1929 (2013)
- The letters of T. S. Eliot, redigeret af Valerie Eliot og John Haffenden, Volume 5: 1930–1931 (2014)